# Подводные лодки проекта 658
Подводные лодки проекта 658 (658М) (в классификации НАТО — Hotel class) — серия советских атомных подводных лодок с баллистическими ракетами, состоявшие на вооружении с 1959 по 1980-е годы. Прототипом при разработке этого проекта послужили первые советские атомные подлодки проекта 627.
Лодки проекта 658 (658М) сохраняли основные конструктивные особенности проекта 627, в том числе ядерную энергетическую установку. Основные отличия заключались в вооружении — помимо торпед, новые лодки были оснащены ракетными комплексами Д-2 с БРПЛ Р-13 (4К50, западное обозначение SS-N-4 Sark) для проекта 658 и Д-4 с БРПЛ Р-21 (4К55, западное обозначение SS-N-5 Serb) для проекта 658М. Таким образом Советский Союз создал свою первую атомную подводную лодку, оснащённую баллистическими ракетами.
Проект был разработан в ЦКБ-18, технический проект разработал главный конструктор проекта И. Б. Михайлов, строительство осуществлял главный (впоследствии генеральный) конструктор С. Н. Ковалёв.

## История разработки
25 августа 1956 года было принято постановление Совета министров СССР № 1601—892 о разработке атомного подводного ракетоносца проекта 658. Для ускорения разработки эскизный проект не выполнялся.
Первоначальным техническим заданием предполагалось вооружение ракетоносцев ракетами Р-11ФМ и Р-13 с надводным стартом. Позднее требование об использовании ракет Р-11ФМ было снято. Головной организацией по разработке лодки было назначено ЦКБ-18 (будущее ЦКБ «Рубин»).
Первое время его обязанности исполнял главный инженер Голосовский П. З. Работами по вооружению баллистическими ракетами проекта с 1956 г. занимался назначенный главный конструктор по специальному вооружению Игорь Борисович Михайлов, а с февраля по октябрь 1958 года Михайлова назначили главным конструктором проекта 658, который сделал технический проект атомной подводной лодки с ядерной энергетикой и баллистическими ракетами. Заместителем главного конструктора был назначен Спасский И. Д. В октябре 1958 г. технический проект был подписан. После перевода Михайлова на работу в Государственный комитет по судостроению, главным конструктором проекта был назначен Сергей Никитич Ковалёв. До этого он занимался в ЦКБ разработками по парогазотурбинным проектам 617 и 643. Главным наблюдающим от ВМФ был представитель 1 ЦНИИ военного кораблестроения капитан второго ранга Мартыненко К. И.
За основу проекта 658 была взята первая советская атомная торпедная подводная лодка проекта 627, которую спроектировало и построило СКБ-143 (ныне СПМБМ «Малахит»). Основное отличие заключалось во врезке в корпус торпедной лодки ракетного отсека лодок проекта 629. Все работы, связанные с отработкой ракетного оружия для проекта 658 сделало ЦКБ-16 (СПМБМ «Малахит»). В декабре 1956 года технический проект был представлен на утверждение. Комплект рабочих чертежей был закончен в первом квартале 1958 года. Торжественная закладка головной лодки проекта 658 произошла 17 сентября 1958 года на стапеле 50 цеха Севмашпредприятия.
В марте 1958 года было принято решение о начале разработки проекта 658М. Проектом предусматривалось вооружение ракетоносцев ракетным комплексом Д-4 с ракетой Р-21 с подводным стартом. Главным конструктором был назначен Ковалёв С. Н. Наблюдающим от ВМФ был назначен Фаддеев М. С.

## Конструкция

### Корпус
В отличие от лодок проекта 627, имевших скруглённую элипсовидную форму носа, проект 658 получил заострённые обводы носовой оконечности. Данное проектное решение было принято для улучшения мореходных качеств субмарин в надводном положении, так как изначально предполагалось, что старт баллистических ракет будет производиться только в надводном положении. Набор наружного корпуса выполнялся по продольной системе, что обеспечивало значительную экономию металла и ряд технологических преимуществ перед применявшейся ранее на отечественных ПЛ поперечной системой набора. Прочный корпус на большей части длины лодки имел цилиндрическую форму, переходящую к конусовидной в оконечностях. Исключение составлял четвёртый отсек, выполненный в форме «восьмёрки» с распорной горизонтальной платформой, разделявшей отсек на верхнюю и нижнюю половины. Прочный корпус делился поперечными переборками на десять отсеков: 1-й — торпедный, 2-й — аккумуляторный, 3-й — центральный пост, 4-й — ракетный, 5-й — дизельный, 6-й — реакторный, 7-й — турбинный, 8-й — электромоторный, 9-й — вспомогательных механизмов, 10-й — кормовой. Два винта располагались в горизонтальной плоскости.

### Силовая установка
С целью повышения надёжности было введено дублирование основных агрегатов, поэтому была принята двухвальная двухвинтовая схема движения. Основой энергетической системы стали два водо-водяных атомных реактора ВМ-А, размещённых друг за другом в диаметральной плоскости субмарины, с парогенераторами и два турбозубчатых агрегата 60-Д. Носовой реактор работает на парогенератор левого борта, кормовой реактор — на парогенератор правого борта. Проектом были предусмотрены два электродвигателя «подкрадывания» ПГ-116 по 450 лошадиных сил каждый и два дизель-генератора ДГ-400 с дизелями М-820.

## Вооружение

### Ракетное вооружение
Основным вооружением лодки являются три баллистические ракеты, шахты которых размещены в центральной части корабля и выходят в ограждение выдвижных устройств.
Ограниченная ширина корпуса (следствие использования в качестве основы лодки проекта 627) и солидные габариты советских баллистических ракет и стартовых устройств привели к возможности установки ракетных шахт только в один ряд. Не умещались ракеты в корпусе и по высоте, поэтому верхние части ракетных шахт были расположены в ограждении рубки.
Ракетная лодка проекта 658 несла 3 баллистических ракеты Р-13 комплекса Д-2 с надводным стартом. Одноступенчатая жидкостная ракета Р-13 имела массу 13 745 кг, длину 11,8 метра, диаметр корпуса 1,3 метра и размах стабилизаторов 1,9 метра. Она оснащалась ядерной боевой частью мощностью 1 Мт и массой 1600 кг и имела дальность стрельбы 600 километров. При стрельбе на максимальную дальность обеспечивалось КВО 4 километра.
В целях обеспечения пожаровзрывобезопасности хранения ракеты с самовоспламеняющимися компонентами жидкого ракетного топлива предусматривалось заводская заправка ракет только окислителем — АК-27И (раствор четырёхокиси азота в концентрированной азотной кислоте). Топливо ТГ-02 (смесь ксилидина и триэтиламина) размещалось отдельно для каждой ракеты в специальной ёмкости вне прочного корпуса и подавалось на ракету перед стартом. Пуск трёх ракет мог быть осуществлен в течение 12 минут после всплытия лодки.
Необходимость всплытия для пуска ракет существенно снижала боевую устойчивость ракетоносца, поэтому при модернизации по проекту 658М была предусмотрена установка трёх пусковых установок СМ-87-1 ракет Р-21 комплекса Д-4 с подводным стартом. Эта одноступенчатая жидкостная ракета имела стартовую массу 19,7 т, высоту 14,2 метра и максимальный диаметр корпуса 1,3 метра.
Ракета могла доставить боевой блок массой 1200 кг и мощностью 1 Мт на дальность 1400 км (КВО 2,8 км). 

Ракета Р-21 подвешивалась в шахте на специальных растяжках-амортизаторах, а хвостовой частью устанавливалась на специальном амортизированном стартовом столе.
Использование ракет с подводным стартом привело к необходимости создания специальной «системы удержания», удерживающую лодку в заданном диапазоне глубин при пуске ракет. Без данной системы после пуска ракеты лодка подвсплывала на 16 метров, что приводило к необходимости возврата лодки на заданную глубину для пуска следующей ракеты.
Перед стартом ракеты кольцевой зазор между ракетой и шахтой заполнялся забортной водой. Чтобы не создавать дисбаланса плавучести подводной лодки заполнение кольцевого зазора водой осуществлялось из предварительно заполненных специальных цистерн кольцевого зазора с помощью системы перекачки. После старта ракеты создавался разбаланс плавучести, который ликвидировался принятием около 15 кубических метров воды в специальную уравнительную цистерну. Пуск ракет Р-21 осуществлялся с глубины 40-60 метров (считая от донного среза ракеты) при скорости лодки 2-4 узла и волнении моря до 5 баллов. Время предстартовой подготовки первой ракеты к пуску около 30 минут. Время стрельбы тремя ракетами не более 10 минут.
Корабельный навигационный комплекс «Сигма-658» отслеживал курс, углы бортовой и килевой качки, производил расчет скорости лодки и обеспечивал непрерывный расчет текущих координат. Во время предстартовой подготовки ракет эти данные передавались на счетно-решающие приборы «Ставрополь-1» и «Изумруд-1». Эти приборы, с учетом данных системы «Сигма-658», поправок на вращение Земли и её несферичности, производили расчет углов наведения бортовых гироприборов ракеты относительно плоскости стрельбы и плоскости горизонта, расчет текущей дистанции до цели и выработку временной установки интегратора продольных ускорений и выдачу этих данных на борт ракеты.
При предстартовой подготовке ракеты Р-21 осуществлялся предварительный наддув баков до давления 2,4 атмосферы. Затем шахта заполнялась водой из цистерн кольцевого зазора, а наддув баков продолжался до давления 8,5 атмосфер. При этом между хвостовой частью ракеты и стартовым столом образовывался так называемый «воздушный колокол» — герметизированный объём, в который осуществлялся запуск жидкостного двигателя ракеты.
После заполнения шахты водой производилось выравнивание давления в шахте с забортным.
Открывалась крышка шахты.
При выдаче команды на запуск запускался двигатель ракеты.
Запуск производился с пониженной тягой, а выход на маршевый режим осуществлялся по специальной циклограмме.
Продукты сгорания поступали в «воздушный» колокол, что позволяло снизить гидравлический удар. Давление на донном срезе возрастало и выталкивало ракету из шахты; бугели, установленные на ракете, скользили по специальным направляющим, и ракета выходила из шахты. Крышка ракетной шахты закрывалась.
Системой удержания заполнялась уравнительная цистерна для удержания лодки на заданной глубине.
Шахта лодки осушалась, и осуществлялся запуск следующей ракеты.

### Торпедное вооружение
Торпедное вооружение АПЛ проекта 658(М) состояло из четырёх носовых торпедных аппаратов калибра 533 мм с боекомплектом из 4 торпед и 4 торпедных аппарата калибра 400 мм, по два в носу и корме лодки. Торпедные аппараты калибром 400 мм были предназначены для стрельбы противолодочными торпедами, служащими для самообороны и могли обеспечивать стрельбу на глубинах до 250 метров. Лодки могли нести 533-мм торпеды всех существующих типов, в том числе спецбоеприпасы с ядерными боевыми частями. Управление стрельбой осуществлялось с помощью автоматической системы «Плутоний» на глубинах до 100 метров.

## Представители
| Наименование | Заводской № | Заложен          | Спуск на воду    | Ввод в строй    | Модификация                                                                                   | Вывод из состава ВМФ | Статус                                                                                     |
| ------------ | ----------- | ---------------- | ---------------- | --------------- | --------------------------------------------------------------------------------------------- | -------------------- | ------------------------------------------------------------------------------------------ |
| К-19 (КС-19) | 901         | 17 октября 1958  | 11 октября 1959  | 12 ноября 1960  | 14 декабря 1961—15 октября 1963 по проекту 658М 22 ноября 1975—30 ноября 1979 по проекту 658С | 19 апреля 1990       | Утилизирована в 2003. Ограждение выдвижных устройств сохранено как памятник в подмосковье. |
| К-33 (К-54)  | 902         | 9 февраля 1959   | 6 августа 1960   | 24 декабря 1960 | 25 октября 1962—29 декабря 1964 по проекту 658М 9 марта 1978—30 июня 1983 по проекту 658У     | 16 сентября 1987     | Утилизирована в 2004                                                                       |
| К-55         | 903         | 5 августа 1959   | 18 сентября 1960 | 27 декабря 1960 | октябрь 1964—декабрь 1966 по проекту 658М октябрь 1981—25 апреля 1983 по проекту 658У         | 14 марта 1989        | Утилизирована в 2002                                                                       |
| К-40         | 904         | 6 декабря 1959   | 18 июня 1961     | 27 декабря 1961 | 25 июня 1966—28 декабря 1967 по проекту 658М                                                  | 12 октября 1986      | Утилизирована в 1990                                                                       |
| К-16         | 905         | 5 мая 1960       | 31 июля 1961     | 28 декабря 1961 | 4 октября 1968—28 декабря 1970 по проекту 658М                                                | 14 марта 1989        | Утилизирована в 1992                                                                       |
| К-145        | 906         | 21 января 1961   | 30 мая 1962      | 31 октября 1962 | декабрь 1965—август 1970 по проекту 701                                                       | 14 марта 1989        | Утилизирована в 1996                                                                       |
| К-149        | 907         | 12 апреля 1961   | 20 июля 1962     | 27 октября 1962 | ноябрь 1964—декабрь 1965 по проекту 658М январь 1984—апрель 1987 как опытовая                 | 24 июня 1991         | Утилизирована в 2005                                                                       |
| К-178        | 908         | 11 сентября 1961 | 1 апреля 1962    | 8 декабря 1962  | 8 июня 1965—декабрь 1967 по проекту 658М 3 ноября 1982—31 декабря 1984 по проекту 658У        | 19 апреля 1990       | Утилизирована в 1998                                                                       |

## Модификации

### Проект 658М

Проект 658М.

Проект 658М предусматривал переоснащение кораблей баллистическими ракетами Р-21 комплекса Д-4 с подводным стартом. Диаметр ракетных шахт был уменьшен с 2450 мм до 2150 мм.
Модернизацию по проекту 658М в 1964—1970 годах во время плановых средних ремонтов прошли семь из восьми лодок проекта 658 (кроме «К-145»).

### Проект 658С

Проект 658С.

После подписанного в 1977 году договора ОСВ-1 ракетное оружие с лодок проекта 658 подлежало снятию. Первой эту процедуру прошла К-19, переоборудованная в 1977—1979 годах по проекту 658С для испытания новых устройств радиосвязи подводных лодок.

### Проект 658У

Проект 658У.

В ходе процесса снятия ракетного вооружения два тихоокеанских корабля проекта 658М (К-55 и К-178) были переоборудованы по проекту 658У в корабли связи. Торпедный боезапас был уменьшен, служба кораблей продлилась до 1988—1990 годов.

### Проект 701

Проект 701.

По проекту 701 предусматривалось вооружение подлодок проекта 658М шестью пусковым установками 4С-75-1 для ракет Р-29 комплекса Д-9. Была переоборудована только одна лодка — «К-145». Двухступенчатая жидкотопливная ракета имела массу 33,3 тонны, длину 13 метров и максимальный диаметр 1,8 метра. Боевой блок массой 1100 кг и мощностью 1Мт мог быть заброшен на дальность 7800 километров. Благодаря использованию азимутальной астрокоррекции была получена высокая точность наведения — КВО при стрельбе на максимальную дальность составило 1,5 километра. Пуск ракет Р-29 мог быть осуществлен как из подводного так и надводного положений. Все ракеты могли быть выпущены в одном залпе при скорости подводной лодки до 5 узлов, с глубины до 50 метров и волнении моря до 6 баллов.
Модернизация проводилась во время планового текущего ремонта лодки и началась в декабре 1965 года. Швартовые испытания завершились на Северном флоте в Оленьей Губе 25 марта 1971 года. Испытания ракет Р-29 на полигоне завершились в ноябре 1971 года, поэтому к совместным испытаниям лодки и комплекса Д-9 приступили только в декабре 1971 года. Первый запуск 25 декабря 1971 года был успешно произведен из надводного положения, так как ледовая обстановка в Белом море не позволяла произвести подводный запуск. Последующие три старта также прошли успешно. Но во время пятого запуска в марте 1972 года во время предстартового наддува баков ракеты произошло разрушение топливных баков первой ступени. Подлодка по команде капитана 2 ранга Ю. Илларионова произвела срочное всплытие. Была выдана команда на отмену предстартовой подготовки и открыта крышка шахты. Однако эти меры не предотвратили взрыва. Корпус шахты выдержал, но авария вынудила отправить лодку на ремонт на Северное машиностроительное предприятие. Ремонт продолжался до 3 августа 1972 года. Совместные испытания были закончены 28 ноября 1972 года после пуска 13 ракет. Две ракеты впервые в мире были запущены на межконтинентальную дальность — по полигону в акватории Тихого океана. Приёмный акт лодки был подписан 19 декабря 1976 года.

### Проект «658Т»
Четыре оставшихся корабля: К-33, К-40, К-16 и К-149, были также лишены ракетных шахт. В некоторых источниках указано, что переоборудование проводилось по проекту 658Т, однако по данным ЦКБМТ «Рубин» эта информация неверна. Фактически переоборудование соответствовало проекту 658У, но по документам корабли по-прежнему относились к проекту 658М.